# Isidore-Joseph Du Rousseaux
Isodore-Joseph Du Rousseaux (Durousseaux ou Du Roussaux) est un évêque du diocèse de Tournai en Belgique, né à Hal le 19 janvier 1826 et  mort à Kain le 23 septembre 1897.

## Biographie
Isidore-Joseph Durousseaux, né à Hal le 19 janvier 1826, est le fils d'André Durousseaux et de Jeanne de Boeck. 
Du Rousseaux entre au grand séminaire de Malines le 28 septembre 1846 et est ordonné prêtre le 8 septembre 1849. La même année, il devient professeur au petit séminaire de Malines et est promu supérieur en 1868. Il est durant cette période une des chevilles ouvrières de l'organisation des Congrès catholiques qui se tiennent à Malines en 1863, 1864 et 1867. 
Soucieux d'orthodoxie mais également de modération, il est désigné administrateur apostolique du diocèse de Tournai le 22 novembre 1879 et ordonné évêque titulaire d'Euménie (de) in partibus infidelium. Le diocèse de Tournai était profondément divisé à la suite de la violente querelle entretenue par son évêque Edmond Dumont entre les ultramontains et les catholiques libéraux. Il est nommé évêque du diocèse le 12 novembre 1880.
Bien avant les grèves de 1886 il dénonce les misères du prolétariat et exhorte à y remédier. Il est également le promoteur des cercles et syndicats du Hainaut. Ceci lui vaut l'appellation d'« Évêque des ouvriers ».
À la suite de son décès à Kain le 23 septembre 1897, il reçoit des funérailles officielles avec les honneurs militaires dans la cathédrale Notre-Dame de Tournai et est inhumé au cimetière de Tournai.